# Gadag (Distrikt)
Der Distrikt Gadag (Kannada: ಗದಗ ಜಿಲ್ಲೆ) ist ein Distrikt des indischen Bundesstaates Karnataka. Verwaltungssitz ist die namensgebende Stadt Gadag.

## Geografie

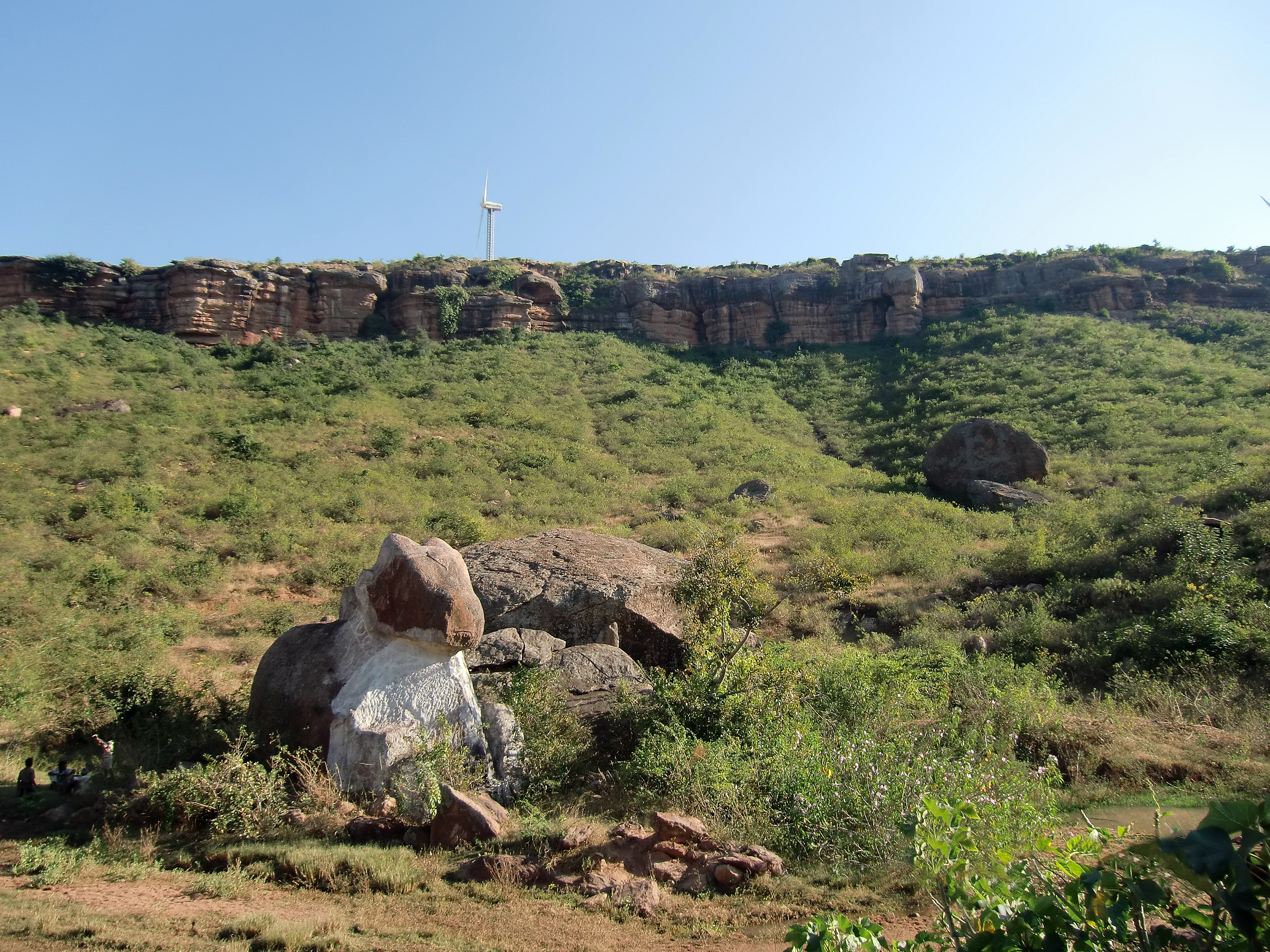
Landschaft beim Fort Gajendragarh

Der Distrikt Gadag liegt im nördlichen Karnataka. Nachbardistrikte sind Dharwad im Westen, Belagavi im Nordosten, Bagalkot im Norden, Koppal im Osten, Ballari im Südosten und Haveri im Südwesten.
Die Fläche des Distrikts Gadag beträgt 4.652 Quadratkilometer. Das Distriktgebiet gehört zum Hochland von Dekkan und stellt sich größtenteils als flache Hochebene mit einer Höhe von durchschnittlich 600 bis 700 Metern über dem Meeresspiegel dar. Im Südosten des Distriktgebiets erheben sich die Kappatagudda-Berge, die Höhen von bis zu 978 Metern erreichen.
Der Distrikt Gadag ist in die fünf Taluks Nargund, Ron, Gadag, Shirhatti und Mundargi unterteilt.

## Geschichte
Der Distrikt Gadag besteht seit dem 2. August 1997 als eigenständiger Distrikt. Zuvor hatte das Gebiet zum Distrikt Dharwad gehört.

## Bevölkerung
Bei der Volkszählung 2001 hatte der Distrikt Gadag 1.064.570 Einwohner. Damit gehört er zu den kleineren Distrikten Karnatakas. Auch die Bevölkerungsdichte liegt mit 229 Einwohnern pro Quadratkilometer unter dem Durchschnitt des Bundesstaates (319 Einwohner pro Quadratkilometer). Zwischen 2001 und 2011 wuchs die Einwohnerzahl um 9,5 Prozent und damit langsamer als im Mittel Karnatakas (15,7 Prozent). 35,6 Prozent der Einwohner des Distrikts Gadag lebten 2011 in Städten. Der Anteil der Stadtbevölkerung lag damit nahe am Durchschnitt des Bundesstaates (38,6 Prozent). Auch die Alphabetisierungsquote entsprach mit 75,1 Prozent dem Mittelwert Karnatakas (75,6 Prozent).
Unter den Einwohnern des Distrikts Gadag stellten Hindus nach der Volkszählung 2011 mit 85,3 Prozent die Mehrheit. Daneben gab es eine muslimische Minderheit von 13,5 Prozent.

## Städte
| Stadt          | Einwohner (2001) |
| -------------- | ---------------- |
| Gadag-Betigeri | 154.849          |
| Gajendragarh   | 28.227           |
| Lakshmeshwar   | 33.411           |
| Mulgund        | 18.077           |
| Mundargi       | 20.318           |
| Naregal        | 16.652           |
| Nargund        | 32.548           |
| Ron            | 21.671           |
| Shirhatti      | 16.208           |